# Goliathus
Goliathus es un género de coleópteros polífagos de la familia Scarabaeidae que incluye varias especies conocida vulgarmente como escarabajos Goliat. Son los insectos más voluminosos que existen, aunque no los de mayor longitud. Viven en la mayor parte de las selvas africanas, y se alimentan de néctar y polen, así como de fruta y de savia. Sus larvas necesitan un alimento más rico en proteínas, como cadáveres en putrefacción. Un escarabajo goliat adulto mide de 6 a 12 cm de longitud, y su larva puede llegar a pesar más de cien gramos. Son tan grandes que cuando vuelan producen un sonido que recuerda al de un helicóptero.
Esta especie, tiene un periodo larvario corto, que dura de seis a doce meses máximo y en estado adulto llegan a vivir hasta un año.